# 神里まつり
神里 まつり（かみさと まつり、1986年6月14日 - ）は、日本のアクション女優、スタントウーマン、スーツアクター。富山県出身。ダフルフォックス所属。

## 人物
HIROCOLEDGEモデル。
バンタンデザイン研究所卒。
身長170cm。
趣味は格闘技全般、散歩。特技は殺陣、アクション、保育。

## 出演

### テレビドラマ
- 土曜プレミアム（フジテレビ） - スタント
  - アウトバーン マル暴の女刑事・八神瑛子（2014年）※ノンクレジット[4]
  - 天才探偵ミタライ〜難解事件ファイル「傘を折る女」〜（2015年）
- 武蔵忍法伝 忍者烈風（2015年 - 2023年、TOKYO MX2） - 月霞桔梗 役
- 無痛〜診える眼〜（2015年、フジテレビ） - スタント
- サイレーン 刑事×彼女×完全悪女（2015年、フジテレビ） - スタント
- 木曜劇場（フジテレビ） - スタント
  - ナオミとカナコ（2016年）
  - やんごとなき一族（2022年）
  - 忍者に結婚は難しい（2023年）
- 僕のヤバイ妻（2016年、フジテレビ） - スタント
- 金曜ナイトドラマ（2017年、テレビ朝日） - スタント
  - 奪い愛、冬
  - 女囚セブン
- 世にも奇妙な物語 春の特別編（2017年、フジテレビ） - スタント
- 松本清張没後25年特別企画 『誤差』（2017年、テレビ東京） - スタント
- 木曜ドラマ（テレビ朝日） - スタント
  - ドクターX〜外科医・大門未知子〜（2017年）
  - BG〜身辺警護人〜（2018年）
- 水曜ドラマ / 奥様は、取り扱い注意（2017年、日本テレビ） - スタント
- オトナの土ドラ / オーファン・ブラック〜七つの遺伝子〜（2017年、フジテレビ） - スタント
- コンフィデンスマンJP（フジテレビ） - スタント
  - 連続ドラマ（2018年）
  - スペシャル「運勢編」（2019年）
- 庶務行員・多加賀主水 第5作（2020年、テレビ朝日） - スタント
- 仮面ライダーシリーズ（テレビ朝日）
  - 仮面ライダーリバイス 第5・6話（2021年） - フェニックス隊員 役
  - 仮面ライダーギーツ（2022年 - 2023年）
  - 仮面ライダーガヴ（2024年 - ）
- 中国ドラマ「天目危機」（2022年） - スタント
- スーパー戦隊シリーズ（テレビ朝日）
  - 王様戦隊キングオージャー（2023年 - 2024年） - クレオ・ウルバヌス 役[5]
  - 爆上戦隊ブンブンジャー（2024年 - ）

### テレビ番組
- 逆転人生 「車いすラグビー日本代表 執念の逆転劇」（2021年、NHK） - 看護師 役

### 映画
- 仮面ライダーシリーズ（東映）
  - 仮面ライダー×スーパー戦隊×宇宙刑事 スーパーヒーロー大戦Z（2013年）
  - 劇場版 仮面ライダーウィザード in Magic Land（2013年）
  - 平成ライダー対昭和ライダー 仮面ライダー大戦 feat.スーパー戦隊（2014年）
  - 劇場版 仮面ライダー鎧武 サッカー大決戦!黄金の果実争奪杯!（2014年）
  - スーパーヒーロー大戦GP 仮面ライダー3号（2015年）
  - 仮面ライダー×スーパー戦隊 超スーパーヒーロー大戦（2017年）
  - 仮面ライダー ビヨンド・ジェネレーションズ（2021年）
  - 映画 仮面ライダーギーツ 4人のエースと黒狐（2023年）
  - 仮面ライダーガッチャード ザ・フューチャー・デイブレイク（2024年）
- スーパー戦隊シリーズ（東映）
  - 劇場版 獣電戦隊キョウリュウジャー ガブリンチョ・オブ・ミュージック（2013年）
  - 烈車戦隊トッキュウジャーVSキョウリュウジャー THE MOVIE（2015年）
  - 映画 王様戦隊キングオージャー アドベンチャー・ヘブン（2023年） - メイド長 役
- 退魔忍法帖 武蔵忍法伝忍者烈風（2014年） - 月霞桔梗 役
- HiGH&LOW〜THE STORY OF S.W.O.R.D.〜（松竹）
  - HiGH&LOW THE MOVIE 2 / END OF SKY（2017年）
  - HiGH&LOW THE MOVIE 3 / FINAL MISSION（2017年）
- ミックス。（2017年、東宝）
- マンハント（2017年、ギャガ）
- ROKUROKU（2018年、キュー・テック）
- コンフィデンスマンJP（東宝）
  - コンフィデンスマンJP ロマンス編（2019年）
  - コンフィデンスマンJP プリンセス編（2020年）
- 映画 イチケイのカラス（2023年、東宝）

### 配信ドラマ
- 東京ヴァンパイアホテル（2017年、Amazonプライム・ビデオ） - スタント
- 冥黒の黙示録 ラケシス（2025年4月6日、東映特撮ファンクラブ） - 女 役

### 舞台
- 劇団創劇VANGUARD
- 劇団13月のエレファント「血は立ったまま眠ってる」
- カプセル兵団「からくりサーカス」（2012年） - ナイア・スティール 役
  - 第1弾「からくり編」
  - 第2弾「サーカス編」
- ディアボロス
- 超鋼祈願ササヅカイン
  - 「新たなる脅威」
  - 「戦いの果てに」
- W.FOXXプロデュース「鬼切姫-第二章-」
- Muse of soul produce vol.1「絆」
- きくち万ゴールディング「十年希望」（2022年）

### CM
- Epic Games「フォートナイト」
- 花王「ロリエ しあわせ素肌」
- GU「サマーデニム」
- プリンセススワロー WebCM

### DVD
- HiGH&LOW THE MIGHTY WARRIORS（2017年、Avex Entertainment）

### イベント・ヒーローショー
- 次世代ワールドホビーフェア「フォートナイト」
- スーパー戦隊シリーズ
  - 獣電戦隊キョウリュウジャー
  - 宇宙戦隊キュウレンジャー
- 仮面ライダーウィザード
- プリキュアシリーズ
- それいけ!アンパンマンショー